# ジョゼフ・フランソワ・デュプレクス

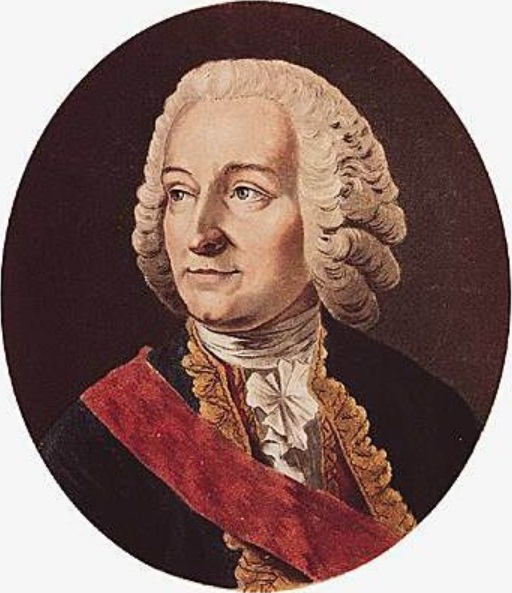
ジョゼフ・フランソワ・デュプレクス

ジョゼフ・フランソワ・デュプレクス（Joseph François Dupleix, 1697年1月1日 – 1763年11月10日）は、フランス領インド総督。1715年にムガル朝のインドに渡り、インド生まれの女性と結婚してインド事情によく通じた。第一次カーナティック戦争、第二次カーナティック戦争で活躍したが、1754年に解任され、貧窮のうちに死去した。

## 生涯

### 総督就任まで
1697年1月1日、フランス北部のノール県ランドルシーの徴税請負人フランソワ・デュプレクス（François Dupleix）の息子として生まれた。父はデュプレクスを商人に育てようとしたが、デュプレクスが科学に興味を持ったため、父はデュプレクスの興味をそらすべく1715年にデュプレクスをフランス東インド会社の船での船旅に送り出した。デュプレクスは北米やインドを旅し、1720年にポンディシェリーの高等評議会（Conseil supérieur）に入った。父の見立て通り、デュプレクスには商人としての適性があり、評議員の仕事の傍ら投資に成功して財を成した。1730年、シャンデルナゴルのフランス事務長官（superintendant des affaires françaises）に抜擢され、デュプレクスの統治下でシャンデルナゴルは栄えた。これにより名声を得たデュプレクスは1742年にフランス領インド総督に任命された。また1741年にはジャンヌ・アルベール（Jeanne Albert、東インド会社の評議員の未亡人）と結婚し、ジャンヌはインド諸侯との交渉で活躍した。

### 第一次カーナティック戦争
総督となったデュプレクスはフランス領インドの拡大を目指し、インド諸侯との同盟を締結したり、インド風の身なりにしたりした。これらの行動がイギリスの警戒を招いた一方、ブルボン島総督ベルトラン＝フランソワ・マエ・ド・ラ・ブルドンネとデュプレクスの不和により、領土拡大は進まなかった。
第一次カーナティック戦争ではイギリス軍を圧倒し、1746年のマドラスの戦いでマドラスを占領したが、マドラスの降伏に対しラ・ブルドンネが砦のみ占領し、町はイギリスに返還するという寛容な条件を出した。デュプレクスは町の返還に反対し、1747年にセント・デイヴィッド砦への遠征軍を派遣したが、遠征軍はイギリスと同盟を締結したカルナータカ太守アンワールッディーン・ハーンに敗れた。デュプレクスはアンワールッディーン・ハーンを寝返らせた後、再び遠征軍を出したが、2度目の遠征も失敗に終わり、カッダロールへの夜襲も大損害を出して失敗した。1748年にはついにポンディシェリーを包囲されるに至ったが、そこへ仏英間のアーヘンの和約締結の報せが届いた。

### 第二次カーナティック戦争と失脚
デュプレクスは続いてカルナータカ太守やニザーム王国（デカン地方）の継承争いに介入して大軍を援軍として送ったが、イギリスがほかの継承者を支持して対立、デュプレクスの計画は失敗に終わった。以降も1754年までインドにおける仏英間の対立が続いたが、講和を急いだ本国政府がデュプレクスの更迭を決定し、それを告知する代官にデュプレクスを逮捕する権限まで与えた（デュプレクスの更迭を本国政府ではなく、東インド会社本社が行ったとする文献もある）。デュプレクスの成果は水泡に帰し、デュプレクス自身も1754年10月12日にインドを発って帰国することを余儀なくされた。その後、フランスは1757年のプラッシーの戦いに敗れ、インドの植民地事業が挫折した。
デュプレクスは私財を投じて政策を推進していたが、東インド会社に認められず、本国政府もデュプレクスを野心満々で貪欲な冒険家とみなして、援助しようとしなかった。1756年に妻ジャンヌが死去すると、1758年に再婚した。1763年11月10日、無名で貧窮のうちに亡くなった。

## 評価

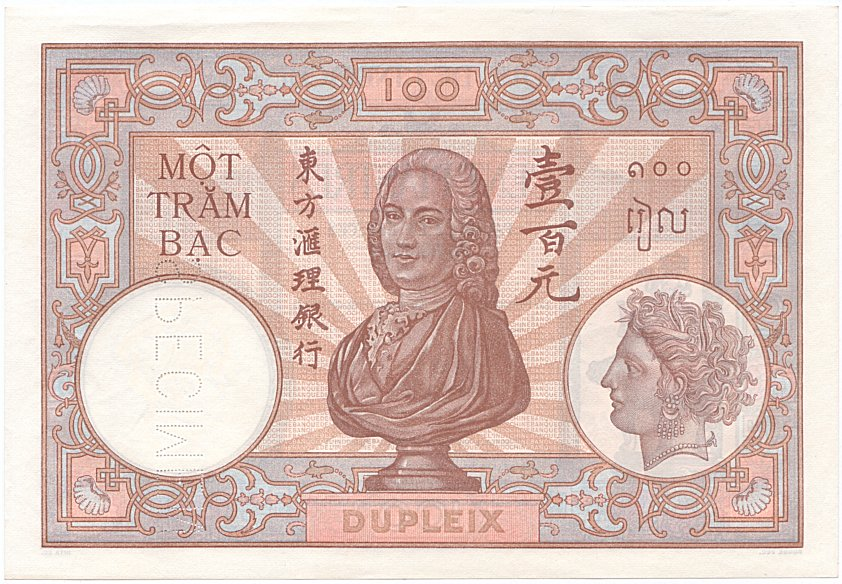
インドシナ銀行の100ピアストル紙幣、1932年発行。中央にデュプレクスの胸像が描かれている。

『ブリタニカ百科事典第11版』はデュプレクスを「フランスのもっとも偉大な植民地総督」、「ロバート・クライヴの大敵」と評した一方、「聡明であるが、軍事の才ではクライヴに及ばない」とした。

## 関連図書
- Wood, James, ed. (1907). "Dupleix, Joseph" . The Nuttall Encyclopædia (英語). London and New York: Frederick Warne.